# Chemische formule

Verschillende chemische formules voor benzeen

Een chemische formule is een manier om de atomaire samenstelling van chemische stoffen te noteren. Chemische formules worden gebruikt voor de notatie van moleculen, gevormd door covalente bindingen tussen de atomen, en voor de notatie van zouten, gevormd door ionbindingen tussen de atomen. 
Een chemische formule geeft informatie over de samenstellende elementen van een stof, die ieder worden aangeduid met een chemisch symbool, en een subscript voor de getalsverhoudingen waarin de atomen van deze elementen in de stof voorkomen.
De in het middelbaar onderwijs meest gebruikte formules om moleculaire stoffen mee aan te geven zijn de molecuulformule en de structuurformule.

## Soorten chemische formules
Voorkomende formules zijn de:
- brutoformule, vereenvoudigde molecuulformule
- empirische formule, waarbij de indices van de molecuulformule door hun grootste gemeenschappelijke deler zijn gedeeld
- molecuulformule, korte aanduiding voor een molecuul die aangeeft uit welke elementen en in welke aantallen atomen het is opgebouwd
- SMILES of voluit simplified molecular-input line-entry specification voor chemische tekenprogramma's
- structuurformule, grafische weergave van een molecuul, vooral van toepassing in de organische chemie
- verhoudingsformule, bij stoffen die niet uit moleculen bestaan, dus stoffen met een kristalstructuur of een ionrooster

## Overzicht
| voorbeelden             | molecuulmodel | structuurformule | structuurformule | structuurformule | structuurformule | andere chemische formules | andere chemische formules | andere chemische formules | andere chemische formules |
| voorbeelden             | molecuulmodel | voorbeeld        | lewisstructuur   | stereo projectie | skeletstructuur  | gecondenseerde formule    | molecuulformule           | verhoudingsformule        | brutoformule              |
| ----------------------- | ------------- | ---------------- | ---------------- | ---------------- | ---------------- | ------------------------- | ------------------------- | ------------------------- | ------------------------- |
| methaan                 |               |                  |                  |                  | nvt              | CH4                       | CH4                       | CH4                       | CH4                       |
| propaan                 |               |                  |                  |                  |                  | CH3–CH2–CH3               | C3H8                      | C3H8                      | C3H8                      |
| azijnzuur of ethaanzuur |               |                  |                  |                  |                  | CH3–COOH                  | C2H4O2 of CH3COOH         | CH2O                      | C2H4O2                    |
| water                   |               |                  |                  |                  | nvt              | H2O                       | H2O                       | H2O                       | H2O                       |